# Ryska koloniseringen av Amerika
Ryska koloniseringen av Amerika ägde först rum i Aleuterna, spreds senare till Alaskas fastland och så småningom även till norra Kalifornien.

## Upptäckt
Ryssarna var de första européer att upptäcka norra Alaska genom Ivan Fjodorov 1732. Aleutiska öarna, södra Alaska och nordvästra kusten av Nordamerika besöktes 1741 genom de ryska upptäcktsfärderna som genomfördes av Vitus Bering och Aleksej Tjirikov. Därefter tog det femtio år tills den första ryska kolonin i Alaska grundades 1784 av Grigorij Sjelichov.

## Rysk-amerikanska kompaniet
Rysk-amerikanska kompaniet grundades 1799 av Nikolaj Rezanov med avsikten att jaga havsutter för pälsens skull. Efter Slaget vid Sitka stärktes kompaniets makt i området.

## Handelsposter
Därefter fortsatte ryska upptäckare och bosättare att grunda handelsposter i Alaska, Aleutiska öarna, British Columbia, Washington, Oregon och så långt söder ut som Fort Ross i norra Kalifornien och Fort Elisabeth på Hawaiiöarna. Fort Ross, beläget cirka 80 kilometer norr om San Francisco, grundades 1812 och stängdes 1841.

## Befolkningsstorlek
Som mest omfattade den ryska kolonibefolkningen 40 000 personer, även om de flesta var infödda. År 1867 såldes Alaska till USA.